# Kënga Magjike 2017
Kënga Magjike 2017 var den 19:e upplagan av den albanska musiktävlingen Kënga Magjike. Den gick av stapeln mellan 6 och 9 december 2017 i Pallati i Kongreseve i Albaniens huvudstad Tirana. Vinnare av tävlingen blev Anxhela Peristeri med låten "I çmëndur" efter att ha fått 999 poäng i finalen. Programledare för tävlingen var Ardit Gjebrea tillsammans med Ariola Shehu och Nevina Shtylla. Bidragen presenterades mellan början av oktober till början av december i TV-programmet E diela Shqiptarë på TV Klan. Inledningsvis presenteras bidragen med playback medan framträdanden görs live i semifinaler och finalen. 

## Final
Finalen gick av stapeln i Pallati i Kongreseve 9 december 2017. Den livesändes på TV Klan. Programledare var Ardit Gjebrea, Ariola Shehu och Nevina Shtylla. Totalt var 47 bidrag med och röstade i finalen. Vann gjorde fjolårets andraplacerade Anxhela Peristeri med sin låt "I çmëndur". Finalen blev jämn och Peristeri vann med enbart 11 poängs marginal till andraplacerade Elhaida Dani.
| Artist                  | Låt                   | Plats | Poäng | Pris                           |
| ----------------------- | --------------------- | ----- | ----- | ------------------------------ |
| Alar Band               | "Leni ojnat"          | 19    | 354   | Bästa dans                     |
| Anxhela Peristeri       | "I çmendur"           | 1     | 999   | Bästa röst                     |
| Mentor Haziri           | "Plagë në zemër"      | 7     | 691   | Bästa manliga röst             |
| Valon Shehu             | "Ti mos më shaj"      | 14    | 438   | Mest gillade artist            |
| Endri & Stefi Prifti    | "E prek magjinë"      | 5     | 743   | Bästa duett                    |
| John Shahu              | "Medicine"            | 25    | 266   | Bästa nya artist               |
| Xhesika Polo            | "Jetën ma fal"        | 18    | 360   | Klan TV-priset                 |
| Lind Islami             | "Problem"             | 13    | 453   | Bästa stil                     |
| Fifi                    | "Zhurmë"              | 3     | 878   | Bästa hitlåt                   |
| NRG Band                | "Gocat më martini"    | 17    | 363   | Bästa grupp                    |
| Stresi ft. Anxhelo Koçi | "Sa her e don"        | 10    | 493   | Internetpriset                 |
| Stine                   | "Ma more zemrën"      | 12    | 459   | Diskografiska priset           |
| Samanta Karavello       | "Humbur"              | 4     | 821   | Bästa ballad                   |
| Blerina Braka           | "Mirupafshim dashuri" | 15    | 374   | Çesk Zadeja-priset             |
| Rovena Dilo             | "Ke lë për mu"        | 9     | 537   | Etnopriset                     |
| Klint Çollaku           | "Më s'më gjën"        | 6     | 739   | Jon Music-priset               |
| Elhaida Dani            | "E ngrirë"            | 2     | 988   | Kritikerpriset                 |
| Aurel Thëllimi          | "E diel"              | 11    | 481   | Metropol-priset                |
| Egzona Ademi            | "E ndjëj"             | 16    | 371   | RTV21 Kosovo & TV21 MKD-priset |
| Kastro Zizo & Rea       | "Pa faj"              | 8     | 623   | Bästa framträdande             |

### Resultat
| 1. Anxhela Peristeri (999) 2. Elhaida Dani (988) 3. Fifi (878) 4. Samanta Karavello (821) 5. Endri & Stefi Prifti (743) 6. Klint Çollaku (739) 7. Mentor Haziri (691) 8. Kastro Zizo & Rea (623) 9. Rovena Dilo (537) 10. Stresi ft. Anxhelo Koçi (493) 11. Aurel Thëllimi (481) 12. Stine (459) 13. Lind Islami (453) 14. Valon Shehu (438) 15. Blerina Braka (374) 16. Egzona Ademi (371) 17. NRG Band (363) 18. Xhesika Polo (360) 19. Alar Band (354) 20. Evi Reçi (340) 21. Çiljeta (336) 22. Klejti Mahmutaj (294) 23. Rovena Stefa (284) 24. Gjergj Leka (266) | 25. John Shahu (266) 26. Classic Boys (261) 26. Fjolla Morina & Blasta (257) 28. Kelly (193) 29. Majlinda Çikaqi (182) 30. Albina Kelmendi (180) 31. All in Band (170) 32. Ergys Shahu (164) 33. Elson Braha (163) 34. Albulena Jashari (149) 35. Laura Nezha (145) 36. Genti Deda (122) 36. Serxhio Hajdini (109) 38. David Dreshaj (101) 39. Gerard Merdani (99) 40. Mishela Rapo (98) 41. Xhon Jesku (91) 42. Silvana Rusi (63) 43. Andrea de Pascalis (57) 44. Franc Koruni (35) 45. Akullthyesit (26) 46. Arjeta Palushaj (18) 47. Algert Sala (17) |